# Boldog Michał Sopoćko
Michael Sopoćko (lengyelül: Michał Sopoćko [ˈmixaw sɔˈpɔt͡ɕkɔ]; Navaszagy, 1888. november 1. – Białystok, 1975. február 15.) lengyel római katolikus pap és a Vilniusi Egyetem professzora. Leginkább Fausztina Kowalska spirituális igazgatójaként ismert. XVI. Benedek pápa 2008-ban avatta boldoggá.

## Élete
Sopoćko lengyel szülők gyermekeként született 1888-ban Juszewszczyznában (más néven Nowosady) az Orosz Birodalomban, Valozin közelében, a mai Fehéroroszország területén. 1910-ben lépett be a vilniusi szemináriumba, 1914-ben szentelték fel. Pap volt Vilniusban (1914–1918), majd az I. világháború alatt katonai lelkész Varsóban és Vilniusban. A teológiai doktorátus 1926-os megszerzése után a vilniusi szeminárium lelki igazgatója lett, 1928-ban pedig a pasztorális teológia professzora a vilniusi Stefan Batory Egyetemen.

## Az Isteni Irgalmasság üzenete
Sopoćko nagyon támogatta Faustina Kowalska isteni irgalmasság iránti elkötelezettségét, és naplójában (V. jegyzetfüzet, 1238. tétel) kijelentette: "Ez a pap egy nagyszerű lélek, teljesen megtelt Istennel." Kowalska 1931 óta próbált (sikertelenül) találni valakit az Isteni Irgalmasság képében, mígnem 1933 közepén Sopoćko a gyóntatója lett. 1934 januárjában Sopoćko gondoskodott arról, hogy Eugeniusz Kazimirowski művész (aki professzor is volt az egyetemen) megfesse a képet.
1935. április 26-án, pénteken Sopoćko tartotta az első prédikációt az Isteni Irgalmasságról - Kowalska pedig részt vett a prédikációban. Az első szentmise, amelyen az Isteni Irgalmasság képmását mutatták be, 1935. április 28-án, az irgalmasság vasárnapján volt (az első húsvét után). Sopoćkónak sikerült engedélyt kapnia a festmény elhelyezésére a vilniusi Hajnalkapuban, majd vasárnap misére ment.
1936 nyarán Sopoćko megírta az első röpiratot az Isteni Irgalmasság áhítatáról, és megkapta érte Jałbrzykowski érsek imprimaturáját. A brosúra borítóján az Isteni Irgalmasság képe szerepelt.

## Irgalmas Jézus Nővéreinek Kongregációja
1942-ben, a második világháború idején Sopoćkónak és más professzoroknak és hallgatóknak két évig bujkálniuk kellett Vilnius közelében. Az idő azonban arra használta fel, hogy új vallási gyülekezetet alapítson Kowalska Isteni Irgalmasság üzenetei alapján. A háború után Sopoćko megírta az egyház alkotmányát, és megalapította a mai Irgalmas Jézus Nővéreinek Kongregációját.1
1935. február 8-i naplóbejegyzésében (I. jegyzetfüzet, 378. tétel) Kowalska azt írta, hogy az Isteni Irgalmasság áhítatát halála után egy ideig elnyomják, de aztán újra elfogadják, bár Sopoćko szenvedni fog érte. 1959-ben a Vatikán betiltotta az Isteni Irgalmasság áhítatát, és elítélte Sopoćkot. 1965-ben Karol Wojtyła, akkori krakkói érsek, majd II. János Pál pápa 1968-ban vizsgálatot indított és új dokumentumokat nyújtott be, aminek eredményeként 1978-ban feloldották a tilalmat.
A második világháború után, amikor Lengyelország határai ilyenek voltak, Sopoćko elhagyta a Men Vilniust. 1962-ig a białystoki szeminárium lelkipásztori teológia professzora volt. Közben írt egy könyvet Miłosierdzie Boga w dziełach Jego (Isten irgalmassága műveiben) négy kötetben. 1975. február 15-én halt meg a lengyelországi Białystokban, és ott temették el. 1988-ban földi maradványait a białostoczeki Isteni Irgalmasság templomba szállították.

## Idézet
„Isten irgalmának elnyerésében a döntő tényező a bizalom. A bizalom az, hogy valakitől várunk segítséget. Nem képez külön erényt, hanem elengedhetetlen feltétele a remény erényének, és szerves része a lelkierő és a nagylelkűség erényeinek. Mivel a bizalom a hitből fakad, erősíti a reményt és a szeretetet, ráadásul így vagy úgy összefügg az erkölcsi erényekkel. Ezért nevezhetjük azt az alapnak, amelyen a teológiai erények egyesülnek az erkölcsiséggel. Az eredetileg természetes erkölcsi erények természetfelettivé válnak, ha Isten segítségébe vetett bizalommal gyakoroljuk őket.”

## Tisztelet
Sopoćko boldoggá avatási ügye 1987-ben indult a Vatikánban  II. János Pál pápa 2004-ben rendeletet adott ki Sopoćko erényeiről. 2007 decemberében XVI. Benedek pápa közbenjárására jóváhagyta a csodát. Ünnepélyes boldoggá avatására 2008. szeptember 28-án került sor Białystokban, az Isteni Irgalmasság szentélyében. Becslések szerint 80 000 ember vett részt, köztük Lech Kaczyński lengyel elnök és a Lengyel Parlament elnöke, Bronislaw Komorowski.

## Fordítás
Ez a szócikk részben vagy egészben  a   Michał Sopoćko című angol Wikipédia-szócikk ezen változatának fordításán alapul.  Az eredeti cikk szerkesztőit annak laptörténete sorolja fel. Ez a jelzés csupán a megfogalmazás eredetét és a szerzői jogokat jelzi, nem szolgál a cikkben szereplő információk forrásmegjelöléseként.